# The Mysterious Iron Ring
The Mysterious Iron Ring è un cortometraggio muto del 1917 diretto da Jack Wells e scritto da Jeanette H. Benedict, ultimo dei nove episodi del serial Perils of the Secret Service.

## Produzione
Il film fu prodotto dall'Universal Film Manufacturing Company (come Universal Gold Seal).

## Distribuzione
Distribuito dall'Universal Film Manufacturing Company, il film - un cortometraggio in due bobine - uscì nelle sale cinematografiche statunitensi il 30 ottobre 1917.